# Marta Chyczewska
Marta Chyczewska (ur. 16 listopada 1988 w Warszawie) – polska aktorka telewizyjna, dubbingowa i teatralna.

## Kariera
W 2007 roku ukończyła III Liceum Ogólnokształcące im. gen. Józefa Sowińskiego w Warszawie. Na ekranie zadebiutowała w 2009, grając Gosię w serialu TVP1 Przystań, kobietę w serialu TVP2 Barwy szczęścia i epizodyczną rolę w serialu Polsatu Synowie. W 2018 dostała angaż do roli Beaty Jedynak w serialu TVP1 Leśniczówka (od 2018).

## Aktorka

### Filmografia
- 2009: Przystań jako Gosia (odc. 11)
- 2009: Synowie (odc. 11)
- 2009: Barwy szczęścia jako kobieta (odc. 329)
- 2010–2014: Klan jako studentka
- 2010: Samo życie jako Weronika Wiśniewska
- 2010: Plebania (odc. 1487)
- 2011: W imieniu diabła
- 2011: Ojciec Mateusz jako Gosia Skowrońska (odc. 90)
- 2012: Przepis na życie jako klientka (odc. 32)
- 2015: Na Wspólnej jako śpiewaczka (odc. 2050)
- 2016: Druga szansa jako dziewczyna (odc. 12)
- 2017: Niania w wielkim mieście jako Anna
- 2017: Na dobre i na złe jako Sonia (odc. 671)
- 2017: Komisarz Alex jako dziennikarka Maja (odc. 124)
- od 2018: Leśniczówka jako Beata Jedynak
- 2018: Ojciec Mateusz jako Julia Chojnacka (odc. 260)
- 2019: Echo serca jako Luiza (odc. 16-18)
- 2019: Ślad jako Wioleta Kolasa (odc. 69)
- 2019: O mnie się nie martw jako Agnieszka (odc. 121)
- 2019: Planeta singli 3 jako Magda
- 2020: Komisarz Alex jako aktorka Małgorzata Kowal (odc. 180)
- 2020: DNA jako siostra Ida (odc. 6)
- 2021: Chrzciny jako Irka, córka Franciszki

### Teatr
- 2014: [Upadłe Anioły, Och Teatr] jako Saunders

### Dubbing
- 2010: Bestia z Wolfsberga jako Ashley
- 2011: Nie ma to jak bliźniaki: Film
- 2013–2014: Sam i Cat